# Ophiacodontidae
Die Ophiacodontidae sind eine Verwandtschaftsgruppe der Pelycosaurier, eine Gruppe Landwirbeltiere, die zu den Synapsiden gestellt wird. Es waren zumindest teilweise im Wasser lebende Tiere, die sich von Fleisch und möglicherweise von Fisch ernährten. Die Familie Ophiacodontidae existierte im Zeitraum vor 311 bis 273 Millionen Jahren.

## Merkmale
Das Hauptmerkmal der Ophiacodontidae war ihr primäres Schädelfenster in der Schläfenregion (Schläfen- oder Temporalfenster) hinter der Augenhöhle.
Ihr Schädel war langgestreckt, bei späteren Vertretern der Gruppe war er im Vergleich zum Körper riesig und massiv geformt. Die Schädelbasis war relativ tief gelegen. Die Umrahmung der Augenhöhle befand sich sehr hoch am Schädel. Die Knochen des Gehirnschädels waren generell weniger stark miteinander verwachsen als bei anderen Eupelycosauria.
Die zugespitzte Schnauze enthielt zahlreiche (mehr als 40) gleichförmige (homodonte) Zähne, die klein und spitz und zum Ergreifen von Beute geeignet waren. In einer Einkerbung des Unterkiefers saß ein gut ausgebildetes Mandibularfenster. Oberhalb der Eckzähne befand sich am Oberkiefer ein aufstrebender Vorsprung. Das Tränenbein war langgestreckt. Die postdorsalen Fortsätze der Prämaxilla waren länglich und dünn, sie wurden an der Mittellinie vom vorderen Fortsatz des Nasenbeins getrennt. Das Angulare besaß einen gut entwickelten ventralen Kiel. Der untere Rand des postorbitalen Schädels war konkav geformt und umschloss das Jochbein. Das Tabulare zeigte einen großen medialen Fortsatz.
Schulter- und Beckengürtel waren gut entwickelt, die Finger waren abgeflacht und dienten bei einigen Arten der Fortbewegung im Wasser, die Hand- und Fußwurzelknochen waren außerdem nur wenig verknöchert.
Ophiacodontidae besaßen einen langen Schwanz. Die Wirbelkörper waren kürzer als bei den Sphenacodontidae und den Edaphosauridae.
Die Ophiacodontidae variierten erheblich in ihrer Größe. Während frühe Vertreter nur rund 50 Zentimeter lang wurden, erreichten späte Gattungen wie Ophiacodon bis zu 4 Meter Länge.

### Autapomorphien
Die Ophiacodontidae zeichneten sich durch folgende Autapomorphien aus
- Der antorbitale Schädelbereich war doppelt so lang wie der hinter der Augenhöhle gelegene (Bei anderen Synapsiden ist er wesentlich kürzer).
- Das Nasenbein war länger als das Stirnbein und fast doppelt so lang wie das Scheitelbein (Bei anderen Synapsiden ist es kürzer).
- Der paraoccipitale Fortsatz am Hinterhauptbein war kurz und reichte nicht bis zum Jochbein (Bei anderen Synapsiden ist er länger und erreicht das Quadratbein oder das Schuppenbein).
- Das Tabulare dehnte sich in ventraler Richtung nur bis zum Supraoccipitale aus (Bei anderen Synapsiden reicht es wesentlich weiter herab).

## Auftreten und Verbreitung
Der früheste Vertreter dieser Gruppe war Archaeothyris, der auch das älteste zweifelsfrei zu den Synapsiden gehörende Tier darstellt. Er lebte im Pennsylvanium („Oberkarbon“, Wende Moskovium/Kasimovium) vor ca. 311 bis 305 Millionen Jahren. Fossile Zeugnisse dieser Gattung wurden in der Morien-Gruppe in der kanadischen Provinz Nova Scotia gefunden.
Auch Clepsydrops war eine frühe Gattung der Ophiacodontidae. Die namensgebende Gattung Ophiacodon ist mit mehreren Arten aus dem späten Karbon und unteren Perm belegt.
Im mittleren Perm (Artinskium) sind die Ophiacodontidae ausgestorben.

### Fundorte
Fossilfunde dieser Tiere sind bislang meist nur aus Nordamerika belegt, eine Ausnahme bilden Stereorhachis, der nur in Europa vorkommt und Ophiacodon, der in Europa auftreten kann.
Nordamerika:
- Kanada:
  - Nova Scotia – Morien-Gruppe – Moskovium/Kasimovium
- Vereinigte Staaten:
  - Colorado
  - Kansas
  - New Mexico
  - Ohio
  - Oklahoma
  - Texas
  - Utah

Europa:
- England – Kenilworth-Brekzie – Cisuralium

## Lebensweise
Dass die Ophiacodontidae semiaquatische Fischfresser waren, wird nicht von allen Wissenschaftlern anerkannt (siehe beispielsweise Reisz).

## Systematik
Die Ophiacodontidae bilden gemeinsam mit den Edaphosauridae und den Sphenacodontia (zu denen unter anderem Dimetrodon zählte), ein gemeinsames Taxon, das durch verschiedene Merkmale im Bau des Schädels charakterisiert ist. Dieses Taxon ist innerhalb der Pelycosaurier im Gegensatz etwa zu den Caseidae oder Varanopseidae weiter entwickelt. Dennoch wird der älteste bekannte Synapside, Archaeothyris ebenfalls in die Ophiacodontidae eingeordnet. Die genauen Abstammungslinien innerhalb dieser Tiere sind daher noch nicht zweifelsfrei geklärt.
Nach Carroll (1988) werden folgende Gattungen den Ophiacodontidae zugeordnet:
- Archaeothyris Reisz, 1972 (mittleres Pennsylvanium)
- Baldwinonus Romer & Price, 1940 (frühes Perm)
- Clepsydrops Cope 1875 (spätes Pennsylvanium)
- Ophiacodon Marsh 1878 (spätes Pennsylvanium und frühes Perm)
- Protoclepsydrops (frühes Pennsylvanium) – umstritten. Wenn anerkannt, wäre dieses Taxon der älteste bekannte Synapside.
- Stereophallodon Romer 1937 (frühes Perm)
- Stereorhachis Gaudry 1880 (spätes Pennsylvanium)
- Varanosaurus Broili 1904 (frühes Perm) – umstritten

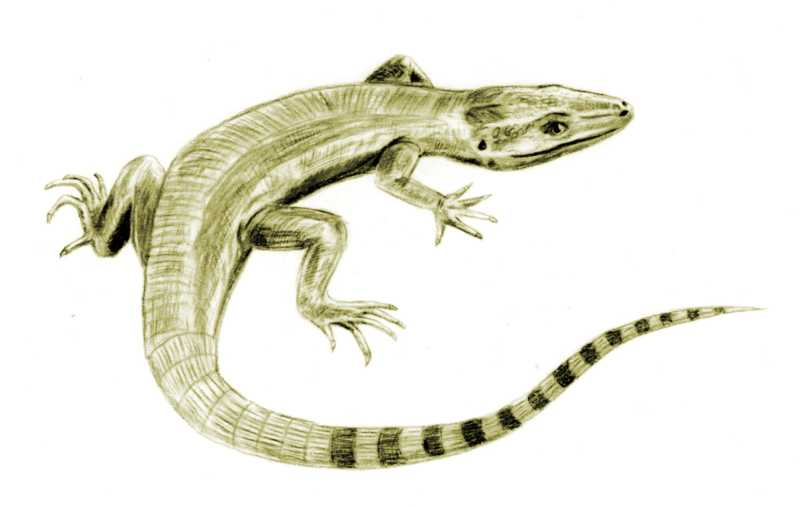
Archaeothyris
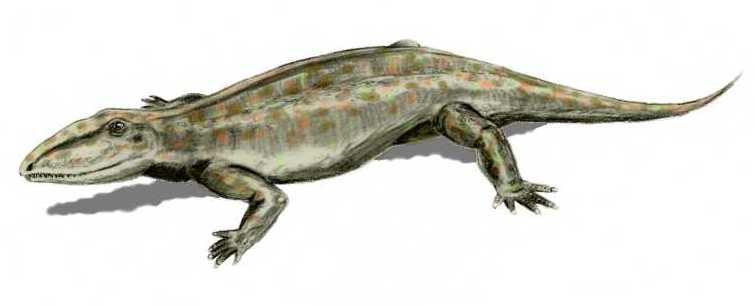
Ophiacodon retroversus